# Canale di Alcock
Il canale pudendo o canale di Alcock (dall'anatomista irlandese Benjamin Alcock) è una formazione che ospita il passaggio dell'arteria pudenda interna, della vena pudenda interna e del nervo omonimo. Consiste in uno sdoppiamento della fascia del muscolo otturatore interno, sulla parete mediale dell'ischio, circa 5 cm dalla superficie cutanea. La parete appena descritta prende parte alla formazione della fossa ischio-rettale, formandone il limite laterale.